# João Lisboa
João Lisboa – miasto i gmina w Brazylii, w Regionie Północno-Wschodnim, w stanie Maranhão.  
Ma powierzchnię 636,89 km². Według danych ze spisu ludności w 2010 roku gmina liczyła 20 381 mieszkańców, a gęstość zaludnienia wynosiła 32 osoby/km². Dane szacunkowe z 2019 roku podają liczbę 23 632 mieszkańców. 
W 2017 roku produkt krajowy brutto per capita wyniósł 8287,46 reali brazylijskich.
Gminę utworzono w 1961 roku, wcześniej tereny te administracyjnie były przynależne do gminy Imperatriz.